# Frank McKinney
Frank Edward McKinney, Jr., né le 3 novembre 1938 à Indianapolis et décédé le 11 septembre 1992, est un nageur américain. 

## Biographie
En 1955, aux Jeux panaméricains, il remporte à 16 ans le relais 4 × 100 m quatre nages et le 100 mètres dos.
Lors des Jeux olympiques d'été de 1956 disputés à Melbourne, il a obtenu la médaille de bronze au 100 m dos. En 1960, aux Jeux olympiques de Rome, il est médaillé d'or lors du relais 4 × 100 m quatre nages, dont les Américains ont amélioré le record du monde et a également décroché la médaille d'argent du 100 m dos.
McKinney a été introduit au International Swimming Hall of Fame en 1975 en tant que « Honor Swimmer ».
Alors qu'il était président de la Bank One d'Indiana (anciennement American Fletcher National Bank), il est mort à l'âge de 53 ans dans une collision entre deux avions près d'Indianapolis.

## Palmarès

### Jeux olympiques
- médaille d'or au relais 4 × 100 m quatre nages aux Jeux olympiques de Rome en 1960
- médaille d'argent au 100 m dos aux Jeux olympiques de Rome en 1960
- médaille de bronze au 100 m dos aux Jeux olympiques de Melbourne en 1956

### Jeux panaméricains
- médaille d'or au 100 m dos à Mexico en 1955
- médaille d'or au relais 4 × 100 m quatre nages à Mexico en 1955
- médaille d'or au 100 m dos à Chicago en 1959
- médaille d'or au relais 4 × 100 m quatre nages à Chicago en 1959